# Järnpojke
Järnpojke ou Le garçon de fer (également connu en anglais sous le nom de « petit garçon qui regarde la Lune ») est une sculpture de Liss Eriksson (en) située à Gamla stan à Stockholm en Suède ne mesurant que 15 centimètres de haut et étant par conséquent le plus petit monument public de Stockholm.
La sculpture a été créée en 1954 par l'artiste suédoise Liss Eriksson, mais n'a été inaugurée qu'en 1967. Elle est située derrière l'église finlandaise, qui n'est qu'à quelques mètres du palais royal de Stockholm, mais demeure difficile à trouver en raison de son emplacement isolé.
En hiver, le petit garçon porte également un bonnet et une écharpe.